# Macarthuria neocambrica
Macarthuria neocambrica är en tvåhjärtbladig växtart som beskrevs av Ferdinand von Mueller. Macarthuria neocambrica ingår i släktet Macarthuria och familjen Limeaceae. Inga underarter finns listade i Catalogue of Life.